# Banagere, Bangarapet
Banagere là một làng thuộc tehsil Bangarapet, huyện Kolar, bang Karnataka, Ấn Độ.